# Balders Hospital
Baldersgades Hospital åbnede 1903 i Baldersgade 20-24 og skiftede i 1909 navn til Balders Hospital, det var det første hospital på Ydre Nørrebro i København og indeholdt bl.a. en særlig ”konsultationsstue for fattigfolk”. Hospitalet blev oprettet, da behovet for hospitalssenge voksede stærkt i forbindelse med Københavns vækst. Det var hensigten, at hospitalet skulle bruges til rekonvalescenter og lettere sygdomstilfælde, men indtil sommeren 1933 var det patienter med både akutte og kroniske medicinske sygdomme, der var indlagt. Hospitalet blev derefter rammen for den psykiatriske 6. afdeling, et aflastningssted for Kommunehospitalets psykiatriske afdeling. Hen imod besættelsens slutning blev adressen til Krankenhaus Baldersgade for ca. 140 tyske flygtninge. Fra sommeren 1946 blev det brugt som filial af Rudolph Berghs Hospital med en afdeling for patienter med kønssygdomme. Fra december 1961 blev hospitalet udelukkende brugt til medicinske plejepatienter.
Da Hvidovre Hospital blev åbnet i 1974, blev Balders Hospital nedlagt og patienterne overflyttet til en midlertidig pleje- og genoptræningsafdeling på Hvidovre hospital.